# Бобров (станция)
Бобров — железнодорожная станция Лискинского региона Юго-Восточной железной дороги в городе Боброве Воронежской области.

## Движение
На станции осуществляется движение пригородных поездов. Также на станции останавливаются некоторые поезда дальнего следования.
По состоянию на лето 2025 года, через станцию проходили 3 пары пригородных электропоездов  Лиски — Таловая в день. 

## История
Станция открыта в 1895 году в составе участка Таловая — Калач Харьковско-Балашовской линии железной дороги. 
В 1935 году на линии построен второй путь. В 1966 году линия Лиски — Поворино электрифицирована на переменном токе напряжением 25 кВ.

## Дальнее следование по станции
| № поезда                        | Маршрут движения                | № поезда                        | Маршрут движения                |
| Круглогодичное движение поездов | Круглогодичное движение поездов | Круглогодичное движение поездов | Круглогодичное движение поездов |
| ------------------------------- | ------------------------------- | ------------------------------- | ------------------------------- |
| 57                              | Иркутск — Кисловодск            | 58                              | -                               |
| 97                              | Тында — Кисловодск              | 98                              | -                               |
| 335                             | Екатеринбург — Новороссийск     | 336                             | Новороссийск — Екатеринбург     |
| Сезонное движение поездов       |                                 |                                 |                                 |
| № поезда                        | Маршрут движения                | № поезда                        | Маршрут движения                |
| 549                             | Тольятти — Адлер                | 550                             | -                               |